# 桑丹桑布
桑丹桑布（1633年—1720年）蒙古族，今内蒙古自治区赤峰市（原昭乌达盟）敖汉旗希日乎平原人，第一世察罕殿齐活佛。

## 生平
桑丹桑布生于明朝崇祯六年（1633年），原籍敖汉旗希日乎平原，后迁居达尔罕公善巴所属的土默特左旗额尔敦图格山南麓的平原（今阜新蒙古族自治县佛寺镇希日乎爱力—团山子村），父亲叫逹赖，母亲叫苏格苏日。桑丹桑布18岁时出家，拜师受戒，后来又拜访了许多高僧，精研佛典。
常桂林《瑞应寺传说》载，桑丹桑布出生之后便挨饿。桑丹桑布看不惯地主欺负农民，从小便立志做像格萨尔王一般的英雄，为民除害，为天下保平安，后因家人遭地主所害，年轻的桑丹桑布逃至今阜新境内。他立志出家，以佛法普度众生。
22岁起，桑丹桑布到偏僻山区，在山洞内静修16年，曾先后到伊玛图山、塔子山、哈达户稍山、骆驼山、青龙山等多处山洞隐居静修。清朝康熙八年（1669年），桑丹桑布主持兴建了瑞应寺。根据传说，康熙八年（1669年），他在哈达尔图山石洞内遇到康熙帝，二人商议了兴建瑞应寺之事，不久他获康熙帝赐号堪布喇嘛。康熙十五年（1676年），桑丹桑布率弟子三十多人赴西藏，拜见达赖和班禅。康熙十六年（1677年），他被达赖授予“察罕第颜齐呼图克图”称号，成为瑞应寺的始祖活佛。1688年，桑丹桑布第二次赴西藏，学习了许多佛教经典。自西藏回瑞应寺时，途经北京，得知草原要发生兵变，便受康熙帝之托，赴科尔沁说服了达尔罕王，消弭了内乱。他一生曾获得清朝皇帝多次赏赐。
康熙五十九年（1720年），桑丹桑布圆寂，享年88岁。